# Херпф
Херпф (њем. Herpf) је мјесто у њемачкој савезној држави Тирингија. Једно је од бивших општинских средишта округа Шмалкалден-Мајнинген. Посједује регионалну шифру (AGS) 16066031.

## Географски и демографски подаци
Мјесто се налази на надморској висини од 320 метара. Његова површина износи 18,1 km². У самом мјесту је, према процјени из 2010. године, живјело 926 становника. Просјечна густина становништва износи 51 становника/km².

## Међународна сарадња
| Мјесто    | Држава    | Врста сарадње | Од    |
| --------- | --------- | ------------- | ----- |
|           | Француска | контакт       | 2005. |
| Трисоно   | Италија   | контакт       | 1990. |
| Боа Колон | Француска | контакт       | 1990. |
| Извор     |           |               |       |